# Карл Филипп
Карл Филипп (швед. Karl Filip; 22 апреля 1601 — 25 января 1622, Нарва) — герцог Сёдерманландский, один из двух претендентов династии Васа (Ваза) на русский престол во время Смуты.

## Биография

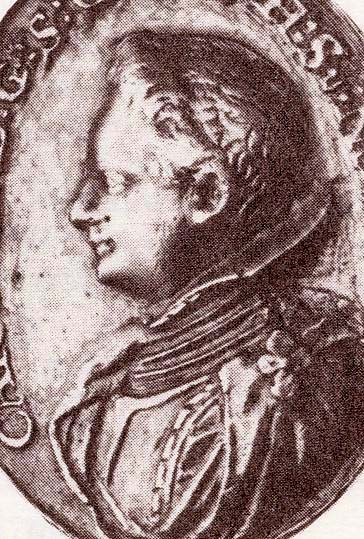
Принцы Густав Адольф и его младший брат Карл Филипп около 1610 года

Шведский принц из династии Васа, второй выживший сын Карла IX и его второй жены Кристины Гольштейн-Готторпской. Младший брат короля Густава II Адольфа. После смерти отца в 1611 году получил титул герцога Сёдерманландского.
Швеция была неофициально активно вовлечена в гражданскую войну в России при жизни Карла Филиппа. Изначально приглашённые царем Василием Шуйским  как наёмная союзная военная сила для его борьбы с самозванцем  Лжедмитрием II, шведские наёмники (французы-гугеноты, шотландские и голландские пресвитериане под командованием шведских полковников Горна и де Ла Гарди [Делагарди]) после задержки обещанной царём расплаты за военные услуги стали самовольно захватывать русские города и крепости. Основная цель официальной же шведской политики заключалась в консолидации завоеваний этих шведских наёмников вокруг Балтийского моря. В частности, начало Ингерманландской войны (1610–1617) и захват Новгорода, Ивангорода, Копорья, Яма, Орешка, Старой Руссы Эвертом Горном и Якобом Делагарди   принесли шведским наёмникам значительные военные успехи.
Маленький 10-летний принц Карл Филипп по идее Делагарди стал кандидатом на российский престол. Марионеточное  Новгородское государство, отныне находившиеся под фактической оккупацией Швецией, выдвинуло Карла Филиппа в качестве нового кандидата на престол России. В 1611 году в Стокгольм прибыло посольство марионеточного Новгородского государства с соответствующим предложением. Однако королева Кристина была не готова отпустить своего 10-летнего любимого сына в опасную Россию, где сравнительно недавно (в мае 1606) растерзали толпой одного царя (Дмитрия Иоановича) и зарубили саблей другого (Лжедмитрия II в декабре 1610), а третьего русского царя — Василия IV Шуйского — свергли и заточили в монастырь в июле 1610 года.
При этом вооружённая экспансия шведских наёмников столкнулась с защитниками Русского государства (сторонниками 16-летнего польского королевича Владислава Жигимонтовича Вазы (будущего польского короля Владислава IV), которому 27 августа (6 сентября) 1610 года присягнуло московское официальное правительство в Кремле.
Более всего для роли русского царя в тех условиях подходил именно невовлеченный во внутренние конфликты уже почти взрослый и хорошо образованный  королевич Владислав, бывший кровным потомком тверского князя Михаила Рюриковича. («Не хощем своего брата слушати: ратнии люди русского царя не боятся, не слушают и не служат ему»).
Отдавая царский престол королевичу Владиславу, русские люди (первоначально это были тушинцы из лагеря Лжедимитрия II во главе с их Патриархом Филаретом [Федором Романовым, отцом будущего царя Михаила Романова], а позднее и Семибоярщина с Земским собором на Сухаревом поле), по сути дела, отклонили тем самым предложение польского короля Сигизмунда III о подчинении его власти и выступили за сохранение целостности Русского государства.
Точно так же и оккупированные шведами новгородцы упорно мотивировали свой отказ присягать королю Швеции Густаву II Адольфу тем, что они считают своим великим князем его младшего брата Карла Филиппа (сына Карла IX).
Московский и Новгородский денежные дворы начали чекан монет с именем Царя Владислава Жигимонтовича, и в Москве их чеканили на протяжении всего царствования королевича с сентября 1610 года по сентябрь 1612 года.
В октябре 1610 года новгородцев привели к присяге Владиславу, в январе 1611 года Новгород же восстал и установил самоуправление, но уже 16 июля 1611 года Новгород был захвачен шведскими наёмниками.
На рубеже 1612-1613 гг. в Москве в хаотической обстановке прошли выборы нового правителя на Земском соборе. Михаил Романов одержал победу на нём в феврале 1613 года. После этого новая династия Романовых правила Россией до 1917 года. Карл Филипп, находившийся уже в шведском Выборге в этот период, вернулся домой без русской короны.
5 марта 1620 года он тайно женился на знатной шведке Элисабет Риббинг (1596—1662), но их дочь Элисабет Карлсдоттер родилась уже после его внезапной кончины.
В 1621 году Карл Филипп сопровождал своего брата короля Густава II Адольфа в Балтийском походе. Летом 1621 года шведская армия осадила Ригу. После осады и переговоров в которых непосредственно и удачно участвовал Карл Филипп Рига сдалась. Братья отправились в Стокгольм на Сейм, но младший в дороге тяжело заболел и умер в январе 1622 года в Нарве.

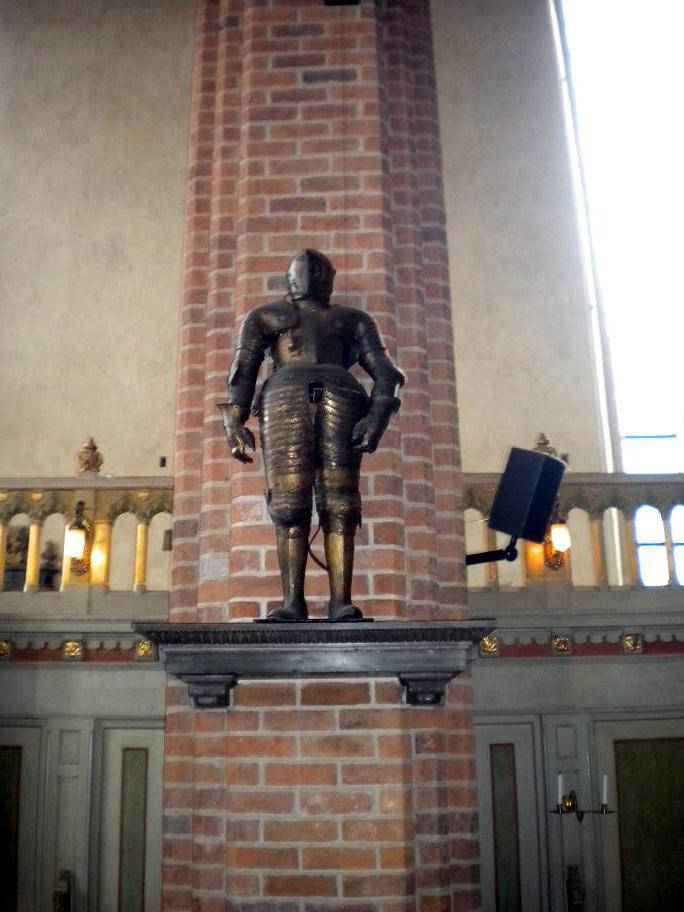
Доспехи Карла Филиппа над его могилой в Стокгольме.

Был последним правящим герцогом Сёдерманландским. Когда Густав III восстановил герцогство в 1772 году для своего брата Карла, оно стало только почётным титулом.
Основанный в 1611 году город Филипстад в провинции Вермланд назван в честь него.